# Bauhinia bowkeri
Bauhinia bowkeri là một loài rau đậu thuộc họ Fabaceae.
Loài này chỉ có ở Nam Phi.
Chúng hiện đang bị đe dọa vì mất môi trường sống.

## Hình ảnh

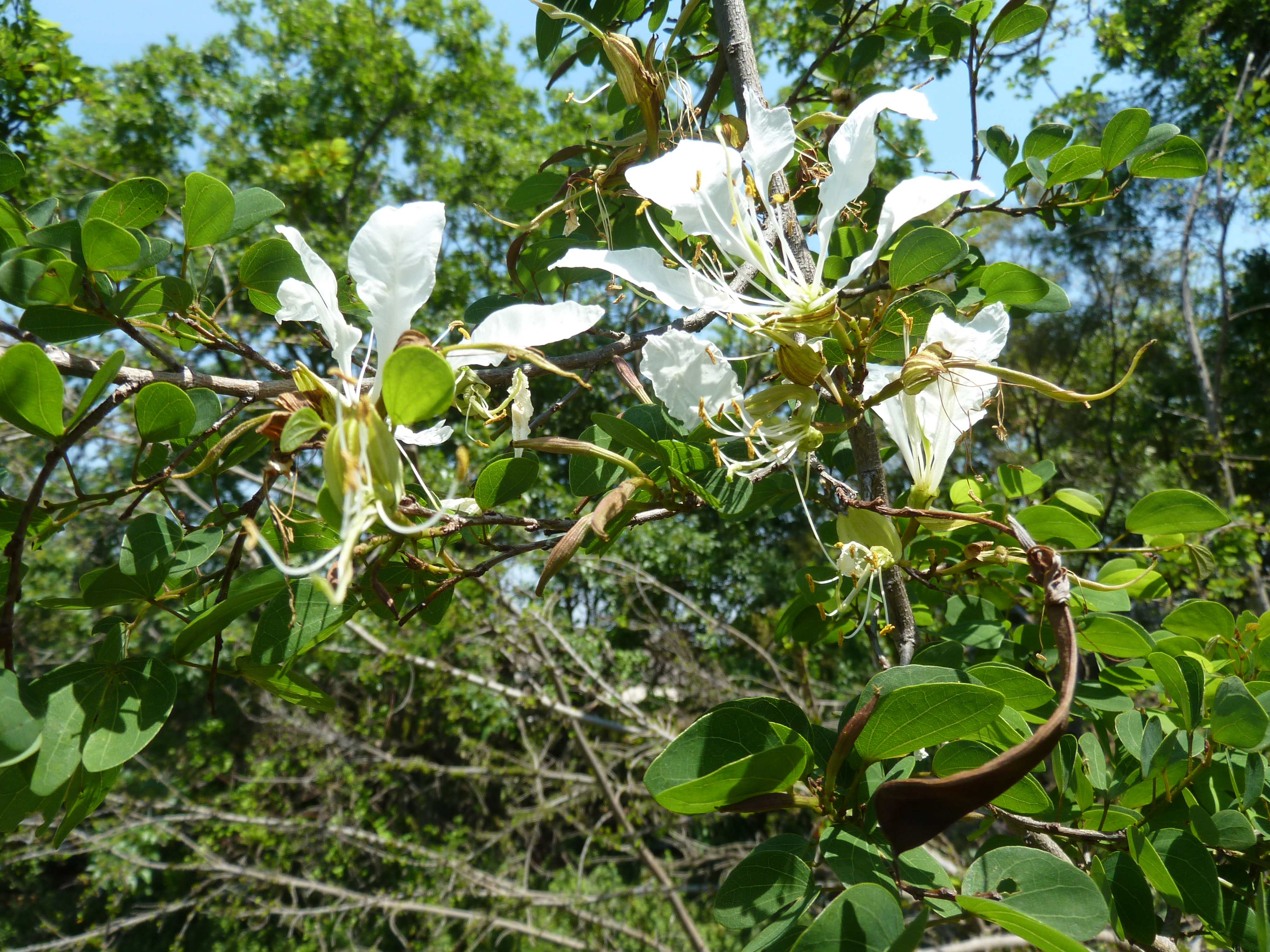
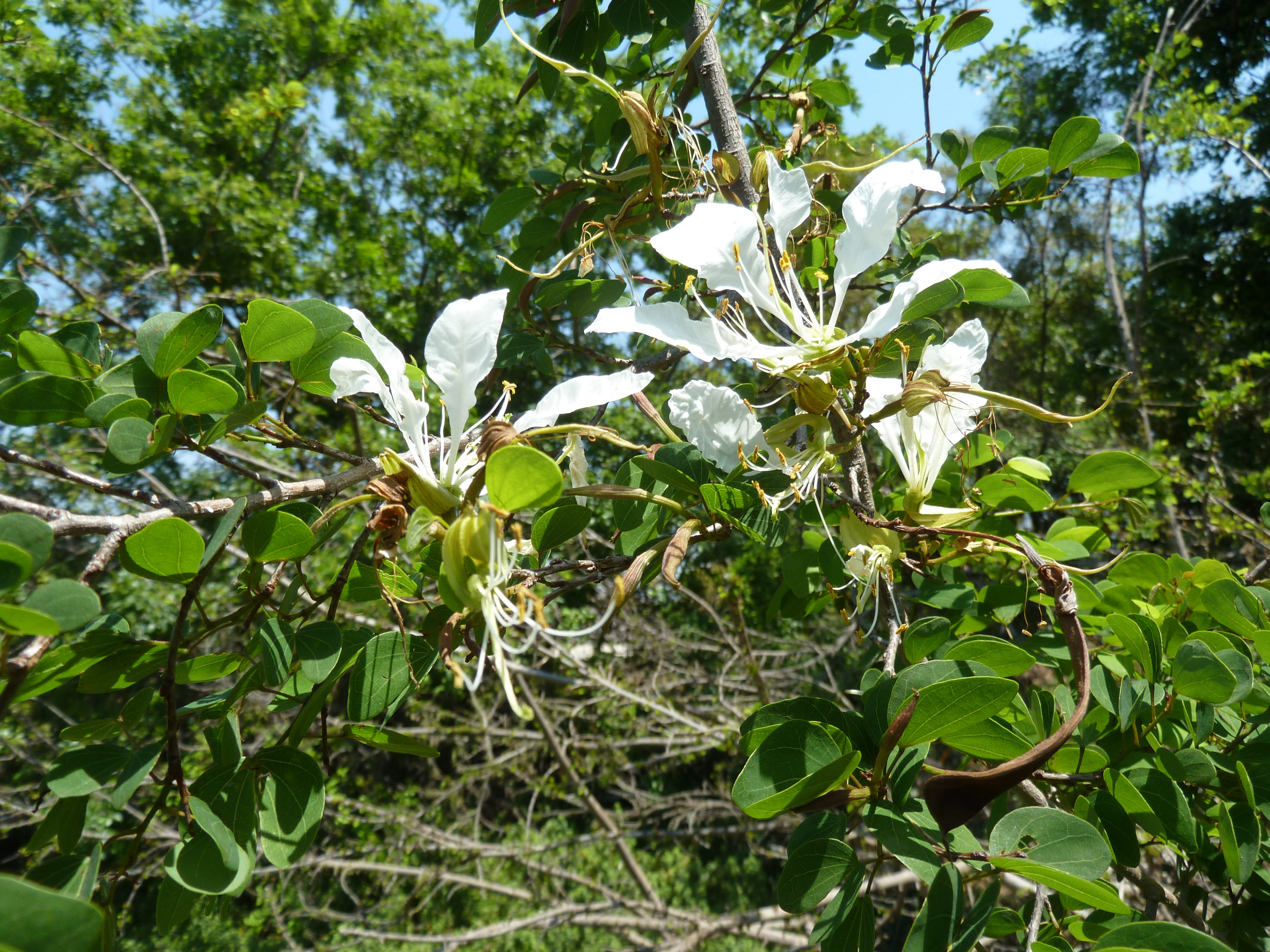